# La Chapelle-Bertrand
La Chapelle-Bertrand é uma comuna francesa na região administrativa da Nova Aquitânia, no departamento de Deux-Sèvres. Estende-se por uma área de 19,39 km². Em 2010 a comuna tinha 488 habitantes (densidade: 25,2 hab./km²).